# Thomisus dentiger
Thomisus dentiger är en spindelart som först beskrevs av Tamerlan Thorell 1887. Thomisus dentiger ingår i släktet Thomisus och familjen krabbspindlar.
Artens utbredningsområde är Myanmar. Inga underarter finns listade i Catalogue of Life.